# 元禄丁銀

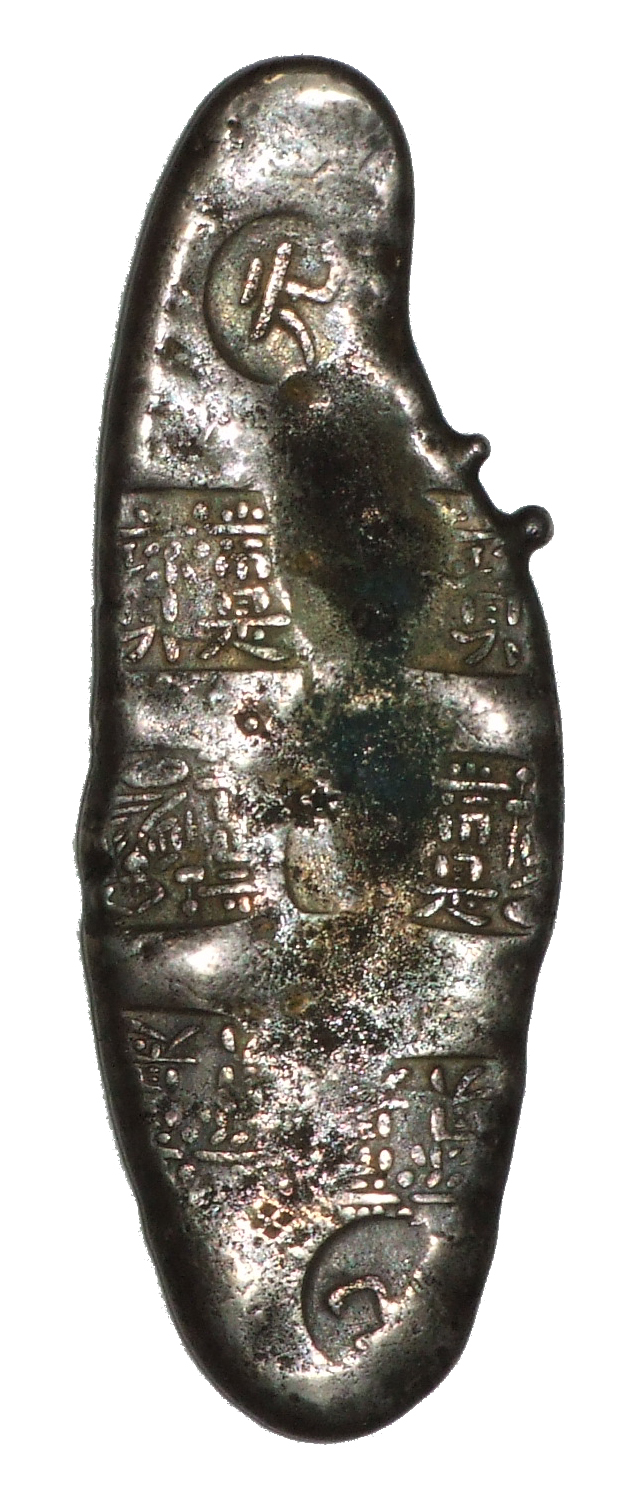
元禄丁銀

元禄丁銀（げんろくちょうぎん）とは、元禄8年9月15日（1695年10月22日）から鋳造開始、同9月27日（1695年11月3日）から通用開始された丁銀。慶長丁銀に次ぐ江戸時代2番目の秤量貨幣である。元禄丁銀および元禄豆板銀を総称して元禄銀（げんろくぎん）あるいは元字銀（げんじぎん/げんのじぎん）と呼ぶ。

## 概要
表面には「（大黒像）、常是」および「常是、寳」の文字に加えて両端に計二箇所の「元」文字の極印が打たれている。また、祝儀用とされる12面の大黒像極印が打たれた十二面大黒丁銀も存在する。

## 略史
慶長丁銀の発行された江戸時代初期は、石見銀山を始めとして、生野銀山、蒲生銀山、多田銀山、院内銀山などの産銀が最盛期を迎えていた。佐渡金山も、量的には銀山と呼ぶべき多量の銀を産した。この時代の国内産銀量は世界一、二位を争うものであり、生糸、高麗人参などの貿易対価の支払いのため、多量の銀が中国、ポルトガル、オランダおよび朝鮮などに輸出された。新井白石らの推定によれば、慶長6年（1601年）から宝永5年（1708年）までに国外に流出した丁銀および灰吹銀は1,122,687貫にも及んだという。
このような多量の銀の海外流出が続いた上に、寛永年間を過ぎると産銀に陰りが見え始めた。さらに人口増加に加え、大平の世が続くなか幕府は将軍の代替わりや日光参拝などの行事が増々華美となり、加えて生類憐れみの令による犬小屋建設など、出費が増加し、結果、経済が発展し全国的市場圏が形成され、通貨不足が顕著になってきた。大坂においては信用手形の創出と発行増大、寛文-元禄年間には諸藩の銀札の新発行と増大の傾向が見られた。
このような背景の中、江戸幕府の財政支出が増加し、また金銀鋳造減少による収入減の憂目に逢っていた金座および銀座からの働きかけもあり、勘定吟味役の荻原重秀により貨幣の金銀含有量を下げ、通貨量を増大させる貨幣吹替えが建議され遂行された。元禄8年8月7日（1695年9月14日）に金銀吹替えの触書が公布され、滞りなく慶長銀と等価に通用するよう通達した。この吹替えでは、世上通用の慶長銀を、旧銀（慶長銀）に対し2%の増歩を付けて新銀（元禄銀）と引換えることにより回収し、この地金に差銅して新銀の鋳造に供したが、旧銀の回収が思わしくなかったにも拘らず元禄11年12月（1699年）以降は1.5%に引き下げられた。
元禄8年8月7日（1695年9月14日）に出された金銀改鋳に関する触書は以下の通りであった。
- 一、金銀極印古く成候に付、可ニ吹直一旨被レ仰ニ出之一、且又近年山より出候金銀も多無レ之、世間の金銀も次第に減じ可レ申に付、金銀の位を直し、世間の金銀多出来候ため被ニ仰付一候事。
- 一、金銀吹直し候に付、世間人々所持の金銀、公儀へ御取上被レ成候にては無レ之候。公儀の金銀、先吹直し候上にて世間へ可レ出レ之候、至ニ其時一可ニ申渡一候事。以上
- 元禄八年亥八月七日

- 一、今度金銀吹直し被ニ仰付一、吹直り候金銀、段々世間へ可ニ相渡一之間、在来金銀と同事に相心得、古金銀と入交、遣方・請取・渡・両替共に無レ滞用ひ可レ申、上納金銀も右可為ニ同事一
- （中略）
- 元禄八年亥九月日

この吹替えは、貨幣鋳造の改鋳利益に対する運上を確実に取集し、また品位低下に関する機密保持のため統制を強化する目的で、元禄8年9月15日（1695年10月22日）から江戸本郷霊雲寺近くの大根畑に建てられた吹所に金座人および銀座人を集結させて行われた。本郷における貨幣鋳造は吹所の火災により元禄11年11月（1698年）に終了し、金座人および銀座人は京橋および京都両替町に復帰した。
慶長期は貨幣鋳造用の地金は主に新産銀により供給されたが、17世紀後半から衰退し、特に元禄期以降の産銀は著しく減少したため、旧貨幣の回収による吹替えが主流となった。また、大坂城に遺されていた豊臣氏の分銅金銀や将軍家の納戸金銀を加えて吹替えの材料とされた。さらに、金銀の減産に代わって慶長年間に発見された足尾銅山を初め、貞享年間には全国に34鉱の銅山を数え、銅の産出は国内需要量を上回って輸出されるまでになり、さらに元禄吹替えの主要原料を供給することになった。
全国的な市場の発達に見合うだけの通貨供給量拡大という名目の御触れであったが、明暦の大火復興はもとより諸経費の増大による、幕府の財政建て直しのための出目獲得が主な目的であった。しかし、新旧の金銀は等価通用と定められたため商人らによる良質の慶長金銀の退蔵の横行で旧銀の回収が進捗せず、金に対し銀の品位低下率が低いというアンバランスから金が敬遠され市場の丁銀が払底し通貨供給量拡大とは繋がらなかった。
慶長銀の回収が進捗しなかったため、元禄10年4月（1697年）の御触れで幕府は11年3月（1698年）限りで慶長銀を通用停止とする御触れを出したが、依然引替が進捗せず退蔵する者が多かったため、11年1月（1698年）の御触れで通用を12年3月（1699年）限りと改めた。通用停止を恐れて次第に民間から慶長銀が差出されるようになったが、住友家の記録によれば正徳2年7月（1712年）までに引き替えられた慶長銀は289,980貫余であり、
元字銀の鋳造量は慶長銀の1/3程度にとどまった。
元禄小判の含有金量は慶長小判の約2/3であったのに対し、元禄丁銀の含有銀量は慶長丁銀の約4/5であった。これは慶長14年7月19日（1609年8月18日）に幕府が金一両＝銀五十匁と公定していたものが、産銀量の増加に伴い、銀相場が金一両＝銀六十匁前後と下落していたことに対する措置であった。このため、元禄金銀発行後、銀相場が高騰し、元禄12年（1699年）頃には再び金一両＝銀五十匁前後をつけている。このような銀高は江戸の諸色高騰を招くことから、元禄13年11月8日（1700年12月17日）には銀相場是正の目的から御定相場を1両＝銀60目に改正するに至った。
元禄の吹替え以降、通貨の統一が次第に進み公鋳の丁銀が全国に行き渡るようになり、元禄9年7月（1696年）に「古金銀灰吹銀停止令」が布告されるに至り、また銀品位が低下したことによりグレシャムの法則がはたらいたことから、地方で流通していた諸国灰吹銀に極印を打った高品位の領国貨幣は姿を消し、秤量銀貨の統一を達成するに至った。
正徳4年8月2日（1714年9月10日）に良質の正徳銀の鋳造が開始された後も暫く二ツ宝銀・永字銀・三ツ宝銀・四ツ宝銀等と混在流通の状態は続き、漸く享保7年末（1723年2月4日）に二ツ宝銀・永字銀・三ツ宝銀、および四ツ宝銀と共に通用停止となった。

## 元禄豆板銀

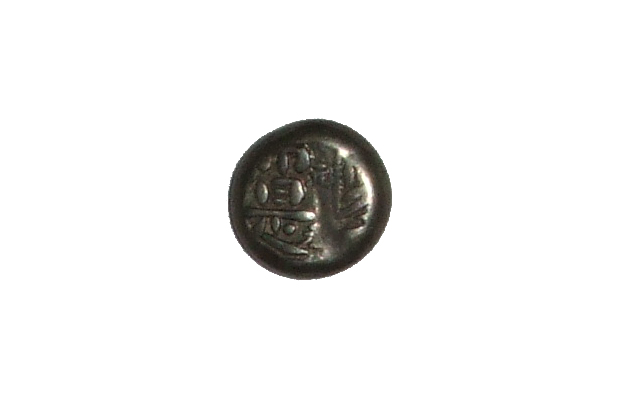
元禄豆板銀（元字小玉銀）

元禄豆板銀（げんろくまめいたぎん）は元禄丁銀と同品位の豆板銀で、「元」字を中心に抱える大黒像または「常是」文字、および「寳」文字の周囲に小さい「元」字が廻り配列された極印のもの「廻り元」を基本とし、また「元」字が集合した「群元」、大文字の「元」字極印である「大字元」などが存在する。

## 元禄銀の品位
規定品位は銀64%（二割九分六厘引ケ）、銅36%である。
| 銀銅 |

元禄丁銀と同品位、すなわち64%の銀地金は1.1×0.64=0.704であるから、銀座で0.704倍の量目の慶長丁銀すなわち0.5632倍の純銀量をもって買い取られる品位であるため、これを「二割九分六厘引き」の地金と呼ぶ。この純銀量に換算して12%分が銀座の貨幣鋳造手数料にあたる。
明治時代、造幣局により江戸時代の貨幣の分析が行われた。古賀による元禄銀の分析値は以下の通りである。
- 金：0.14%
- 銀：64.60%
- 雑：35.26%

雑分はほとんどが銅であるが、少量の鉛などを含む。

## 元禄銀の鋳造量
『吹塵録』、『月堂見聞集』伴に丁銀および豆板銀の合計で405,850貫余（約1,514トン）としている。
公儀灰吹銀および回収された旧銀から丁銀を吹きたてる場合の銀座の収入である分一銀（ぶいちぎん）は元禄銀では鋳造高の4%に引き上げられ、また吹替えにより幕府が得た出目（改鋳利益）は銀60,207貫余であった。元禄金の出目と合わせて500万両余が幕府に入ったが、その後、元禄16年11月23日（1703年12月31日）の元禄地震・火事などの災害により利益は消尽した『折たく柴の記』。